# Martí Joan de Rocabertí
Martí Joan de Rocabertí (segle XV), del llinatge dels Rocaberti, era fill del vescomte Dalmau VIII de Rocabertí i de la seva segona esposa Blanca de Cruïlles, de la família dels Cruïlles de Llagostera.
A la mort del seu pare va rebre la baronia de Verges i la vila rossellonesa de Vinçà. Amb tot, el seu germanastre (Jofre VII de Rocabertí), probable autor d'un dels llibres de falconeria mes importants de la Corona d'Aragó, no acceptà aquesta disposició testamentària del seu pare i pledejà per aconseguir que la baronia retornés al tronc principal del patrimoni vescomtal. Martí Joan va comptar amb l'ajuda dels Rocabertí de Cabrenys, Bernat Hug de Rocabertí i Pere de Rocabertí. Aquest fet devia ser clau per la seva filiació reialista durant la Guerra Civil, ja que des d'un principi estava dins la Força de Girona defensant la reina Joana Enríquez i el futur Ferran el Catòlic.
Va morir en 1465 durant la defensa de Setge de la Bisbal d'Empordà de les forces de Pere de Portugal en caure d'un mur abraçat a un soldat borgonyó. L'herència va passar al seu fill Onofre de Rocabertí, que estava sota la tutela de Dalmau de Rocabertí i d'Erill. El vescomte Jofre intentà de nou prendre la baronia, però no ho aconseguí i la Capitulació de Peralada la deixava fora dels seus dominis.
Es casà amb Beatriu de Cruïlles i tingué els fills següents:
- Onofre de Rocabertí, mort el 1483. Es va casar amb Esperanza Doz i va tenir una filla, Joana.
- Joan de Rocabertí, mort el 1510. Fou l'hereu del seu germà.
- Blanca, casada amb Gil de Andrade
- Beatriu